# NGC 3538
NGC 3538 is een dubbelster in het sterrenbeeld Draak. Het hemelobject werd op 15 september 1866 ontdekt door de Duits-Deense astronoom Heinrich Louis d'Arrest.